# Sjkolnyj vals
Sjkolnyj vals (russisk: Школьный вальс, da.: Skolevals) er en sovjetisk spillefilm fra 1978 instrueret af Pavel Ljubimov.

## Medvirkende
- Jelena Tsyplakova som Zosja Knusjevitskaja
- Sergej Nasibov som Gosja Korabljov
- Jurij Solomin som Pavel
- Natalja Vilkina som Ella
- Jevgenija Simonova som Dina Solovyova